# Megaselia feronia
Megaselia feronia är en tvåvingeart som beskrevs av Schmitz 1934. Megaselia feronia ingår i släktet Megaselia och familjen puckelflugor. Inga underarter finns listade i Catalogue of Life.